# 元木咲良
元木 咲良（もとき さくら、2002年2月20日 - ）は、日本の女子レスリング選手。埼玉県和光市出身。階級は59g級と62㎏級。父親はシドニーオリンピックのグレコローマンレスリング63kg級で9位だった元木康年。パリオリンピック金メダリスト。

## 来歴
和光クラブでレスリングを始めた。小学生の時には全国大会で優勝を含めて何度も上位入賞を果たした。埼玉栄中学1年と2年の時に全国中学選抜選手権37kg級で2位になった。
埼玉栄高校2年の時にはジュニアクイーンズカップ カデットの部と世界カデット選手権の46kg級で優勝した。
2020年に育英大学へ進学すると、2年の時にジュニアクイーンズカップ ジュニアの部57kg級で優勝、全日本選抜選手権では2位になった。3年の時にはジュニアクイーンズカップで2連覇した。さらに、全日本選抜選手権で優勝すると、プレーオフも制して世界選手権代表に選出された。世界ジュニア選手権でも優勝した。世界選手権の59kg級では準決勝でモルドバの選手に5-6で惜敗するも、3位決定戦で中国の選手にフォール勝ちして銅メダルを獲得した。全日本選手権ではオリンピック階級の62kg級に出場すると、準決勝でオリンピックチャンピオンの川井友香子、決勝では世界チャンピオンの尾﨑野乃香をそれぞれ破って優勝した。
2023年2月のザグレブ・オープンでは優勝した。4年の時には全日本選抜選手権の決勝で至学館大学4年の稲垣柚香を8-2で破って優勝した。9月の世界選手権では決勝で東京オリンピック銀メダリストであるキルギスのアイスルー・ティニベコワに1-4で敗れて2位にとどまった。しかしメダルを獲得したため、規定によりパリオリンピック代表に内定した。
2024年1月のザグレブ・オープンでは準決勝でティニベコワに3-3の内容差で敗れると、3位決定戦は右膝のケガのため棄権して5位だった。4月からは育英大学の助手となった。アジア選手権では決勝で地元のティニベコワに6-9で敗れて2位だった。8月10日にはパリオリンピックの62kg級の決勝で、ウクライナのリーナ・コリアデンコに12-1のテクニカルスペリオリティーで勝利して金メダルを獲得した。同年、紫綬褒章受章。
2025年4月にはU-23世界選手権の代表資格を得るためジュニアクイーンズカップに出場して優勝した。6月の全日本選抜選手権では決勝で尾崎に勝利すると、その直後のプレーオフでも残り僅か0秒17で尾崎に逆転勝ちして世界選手権代表に選ばれた。

## 主な戦績
- 2014年 -　全国中学選抜選手権 2位（37kg級）
- 2015年 -　全国中学選抜選手権　2位（37kg級）
- 2016年 -　全国中学選抜選手権　3位（40kg級）
- 2017年 -　JOC杯カデットの部　2位（43kg級）
- 2017年 -　インターハイ　3位（46kg級）
- 2018年 -　ジュニアクイーンズカップ カデットの部　優勝（46kg級）
- 2018年 -　世界カデット選手権　優勝（46kg級）
- 2018年 -　インターハイ　3位（47kg級）
- 2021年 -　ジュニアクイーンズカップ ジュニアの部　優勝（57kg級）

59㎏級での戦績
- 2021年 -　全日本選抜選手権　2位
- 2022年 -　ジュニアクイーンズカップ ジュニアの部　優勝
- 2022年 -　全日本選抜選手権　優勝
- 2022年 -　世界ジュニア選手権　優勝
- 2022年 -　世界選手権　3位

62㎏級での戦績
- 2022年 -　全日本選手権　優勝
- 2023年 -　ザグレブ・オープン　優勝
- 2023年 -　全日本選抜選手権　優勝
- 2023年 -　世界選手権　2位
- 2024年 -　ザグレブ・オープン　5位
- 2024年 -　アジア選手権　2位
- 2024年 -　パリオリンピック　優勝 天皇杯受賞
- 2025年 - ジュニアクイーンズカップ　U23の部　優勝
- 2025年 -　全日本選抜選手権　優勝

（出典）